# Saturday Night Fever (colonna sonora)
| Recensione | Giudizio       |
| ---------- | -------------- |
| Ondarock   | Pietra miliare |

Saturday Night Fever: The Original Movie Sound Track (in Italia Colonna sonora originale del film La febbre del sabato sera) è l'album musicale contenente la colonna sonora del film La febbre del sabato sera, del 1977, diretto da John Badham e interpretato da John Travolta. Si tratta di una delle colonne sonore più vendute di tutti i tempi, con circa 40 milioni di copie nel mondo.

## Descrizione
Il disco uscì il 15 novembre 1977 per lanciare il film, che uscì sei giorni dopo. Salì al primo posto della classifica USA Billboard 200 per 24 settimane consecutive, risultando il disco più venduto dell'anno. Nel resto del mondo arrivò al primo posto, risultando il più venduto dell'anno in Australia, Austria, Canada (disco di diamante), Italia, Germania e Regno Unito (sette dischi di platino). Altri primi posti sono stati raggiunti in Olanda, Finlandia, Francia (disco d'oro), Giappone, Nuova Zelanda, Norvegia, Spagna, Svezia e Svizzera.
L'album è spesso accreditato interamente ai Bee Gees, che di fatto sono autori e interpreti dei brani più significativi dell'album, ma in realtà si tratta di una compilation di diversi artisti. 
L'album vinse nel 1979 il Grammy Award all'album dell'anno ed il Grammy Award for Best Pop Performance by a Duo or Group with Vocals e negli Stati Uniti raggiunse l'incredibile riconoscimento di ben sedici dischi di platino. 
Il successo venne conseguito in tutto il mondo, con la compilation che diventò l'album più venduto di sempre, primato che gli venne strappato da Thriller di Michael Jackson, pubblicato nel 1982, che lo mantiene tuttora; ancora oggi, dopo oltre quarant'anni, Saturday Night Fever è tra i lavori discografici dal maggiore successo di sempre, con oltre 40 milioni di copie vendute. Due brani presenti nell'album, ovvero Calypso Breakdown di Ralph MacDonald e Jive Talkin' dei Bee Gees, non vennero inseriti nel film.
Il brano A Fifth of Beethoven raggiunse la prima posizione nella Billboard Hot 100 (disco d'oro) ed in Canada (disco di platino), la sesta in Norvegia, la settima in Nuova Zelanda e l'ottava in Svizzera.
Il singolo If I Can't Have You ha raggiunto il primo posto nella Billboard Hot 100, in Canada ed in Australia, il quinto in Francia ed il sesto in Nuova Zelanda.

## Tracce
1. Stayin' Alive (Bee Gees) – 4:45
2. How Deep Is Your Love (Bee Gees) – 4:05
3. Night Fever (Bee Gees) – 3:33
4. More Than a Woman (Bee Gees) – 3:17
5. If I Can't Have You (Yvonne Elliman con Paulinho Da Costa e Freddie Perren) – 3:00 – If I can't have you è cantata da Yvonne Elliman nell'album, ma il lato B del 45 giri Stayin' Alive contiene invece la versione cantata dagli stessi Bee Gees
6. A Fifth of Beethoven (Walter Murphy) – 3:03
7. More Than a Woman (Tavares con Paulinho Da Costa) – 3:17
8. Manhattan Skyline (David Shire con Abraham Laboriel e Lee Ritenour) – 4:44
9. Calypso Breakdown (Ralph MacDonald) – 7:50 – non inserita nel film
10. Night on Disco Mountain (David Shire con Mike Baird e Lee Ritenour) – 5:12
11. Open Sesame (Kool & the Gang) – 4:01
12. Jive Talkin' (Bee Gees) – 3:43 – non inserita nel film
13. You Should Be Dancing (Bee Gees) – 4:14
14. Boogie Shoes (KC and the Sunshine Band) – 2:17
15. Salsation (David Shire con Lee Ritenour) – 3:50
16. K-Jee (MFSB[22]) – 4:13
17. Disco Inferno (The Trammps) – 10:51

Canzoni aggiuntive registrate per il film, ma non utilizzate
1. Emotion (Samantha Sang) – 3:43
2. You Stepped Into My Life (Bee Gees) – 3:25
3. If I Can't Have You (Bee Gees) – 3:25
4. (Our Love) Don't Throw It All Away (Bee Gees) – 4:07
5. Warm Ride (Bee Gees) – 3:16

Canzoni eseguite nel film ma non inserite nell'album
- Barracuda Hangout, David Shire
- Doctor Disco, Rick Dees
- Disco Duck, Rick Dees

## Classifiche

### Classifiche settimanali
| Classifica (1978) | Posizione massima |
| ----------------- | ----------------- |
| Australia         | 1                 |
| Austria           | 1                 |
| Canada            | 1                 |
| Finlandia         | 1                 |
| Francia           | 1                 |
| Germania          | 1                 |
| Giappone          | 1                 |
| Italia            | 1                 |
| Norvegia          | 1                 |
| Nuova Zelanda     | 1                 |
| Paesi Bassi       | 1                 |
| Regno Unito       | 1                 |
| Spagna            | 1                 |
| Stati Uniti       | 1                 |
| Svezia            | 1                 |
| Svizzera          | 1                 |

### Classifiche di fine anno
| Classifica (1978) | Posizione |
| ----------------- | --------- |
| Australia         | 1         |
| Austria           | 1         |
| Canada            | 1         |
| Francia           | 7         |
| Germania          | 1         |
| Giappone          | 3         |
| Italia            | 1         |
| Nuova Zelanda     | 1         |
| Paesi Bassi       | 1         |
| Regno Unito       | 1         |
| Spagna            | 1         |
| Stati Uniti       | 1         |

### Classifiche di fine decennio
| Classifica (1970-79) | Posizione |
| -------------------- | --------- |
| Regno Unito          | 8         |